# Oxymycterus delator
Oxymycterus delator é uma espécie de roedor da família Cricetidae.
Apenas pode ser encontrada no Paraguai.